# Vieilles-Maisons-sur-Joudry
Vieilles-Maisons-sur-Joudry è un comune francese di 599 abitanti situato nel dipartimento del Loiret nella regione del Centro-Valle della Loira.

## Società

### Evoluzione demografica
Abitanti censiti